# Per-Erik Hallin
Per-Erik Hallin, född 7 januari 1950 i Stockholm, är en svensk pianist, låtskrivare och sångare. 
Internationellt har han framträtt som Pete Hallin, vilket han kallades för under de två år han spelade med  Elvis Presley. Han är bror till gitarristen Gunnar Hallin som bland andra spelat med Magnus Uggla och Neon Rose.

## Karriär
Per-Erik Hallin har mest verkat på den kristna musikscenen och som studiomusiker på många svenska popartisters skivor, framförallt på 1970-talet.
Han har spelat och sjungit med internationella artister som Elvis Presley, Andraé Crouch, Joseph Williams, Alex Acuña och Nathan East samt med svenska artister som Magnus Uggla, Carola Häggkvist, Ted Gärdestad, Ulf Lundell, Ola Magnell, Anders Widmark, Harpo, Bernt Staf, John Holm, Ingemar Olsson, Frank Ådahl och Carl Anton.
Dessutom har Hallin skrivit låtar åt andra artister, till exempel "What a joy" som sjöngs av av Alice Babs 1980.
Han har även deltagit med egna låtar i den svenska Melodifestivalen åren 1984 och 1985 samt spelat Kalle Ankas röst i svenska dubbningar från 1983 till 1991.
År 2005 släppte han CD-singeln I de levandes land tillägnad dem som drabbats av flodvågskatastrofen. Följande år tilldelades han Artur Erikson-stipendiet med motiveringen "För ett allsidigt konstnärskap, som tar sig uttryck i ett innerligt sätt att bära ett budskap och en förmåga att skapa närhet till sin publik." I april 2008 medverkade Hallin på konsertturnén The Royal Years, arrangerad av Royal Music.
Per-Erik Hallin spelade på Anders Carlbergs begravning 2013 i Sofia kyrka i Stockholm. Han framförde den egna kompositionen Vilken värld det ska bli, med sångerskan Melinda De Lange som solist.

## Diskografi (i urval)

### Album
- 1982 Better Late Than Never
- 1985 Morgonluft
- 1987 Carola o Per-Erik live i Rättviks kyrka
- 2002 Älskade barnpsalmer

### Kassetter
- Per-Erik

### Singlar
- 1971 I Found the Lord (tillsammans med Agneta Gilstig)
- 1977 Don't Throw It All Away (utgiven under namnet Pete & Angie Hallin)
- 1977 Lift Me Higher
- 1981 Vilken värld det ska bli / Myrorna
- 1982 Better Late Than Never / Att Vänta
- 1983 What a World It Would Be
- 1984 Labyrint / You put another song in my heart
- 1985 Morgonluft / Gospel Train
- 1986 Feel Like Goin' Home (från We Love Gospel Music)
- 1987 Vilken Värld Det Ska Bli/Gospeltrain (tillsammans med Carola)
- 1987 You've Got A Friend/Step By Step (tillsammans med Carola)
- 1990 Tänd en eld (tillsammans med Ann Alinder)
- 2005 I de Levandes Land

### Andra artisters album där Hallin medverkar
- 1969 George Harris, Roots
- 1970 Börge Ring, Come And Go With Me
- 1973 Ingmar Olsson, I Alla Fall
- 1974 Elvis Presley, Elvis Recorded Live on Stage in Memphis, Inspelad 20 mars, (Hallin sjunger i Voice)
- 1974 Elvis Presley, Good Times
- 1974 Harpo, Moviestar
- 1975 Elvis Presley, Promised Land (Hallin spelar piano på flera låtar)
- 1975 Ola Magnell, Nya Perspektiv
- 1975 Gin & Grappo, s/t
- 1975 Ingemar Olsson, Well And Alive
- 1975 Zamba, Nu kan sommaren gå
- 1975 Zandra, Zandra 2
- 1975 Mikael Rickfors, s/t
- 1976 Magnus Uggla, Livets Teater
- 1976 Bernt Staf, Vår Om Du Vill
- 1976 Harpo, Smile
- 1976 Svenne & Lotta, Letters
- 1976 Ted Gärdestad, Franska Kort
- 1976 Ingemar Olsson, Genomskådad
- 1976 Ulf Lundell, Törst
- 1976 John Holm, Veckans Affärer
- 1976 Jan Sparring, Önskesångerna
- 1976 Arnold Børud med Mini Tvers
- 1976 Lasse Wellander, Electrocuted
- 1976 Michael B. Tretow, Let's Boogie
- 1977 Roger Rönning, Rötter
- 1977 Marie Bergman, Närma Mej
- 1977 Greta & Malou, s/t
- 1977 Kennet Greuz, Strulbacken
- 1978 Jamie Owens-Collins, Love Eyes
- 1978 Ingemar Olsson, En Liten Bit i Taget
- 1978 Harpo, Jan Banan (och hans flygande matta)
- 1979 Harpo, Råck änd råll rätt å slätt
- 1979 Mikael Rickfors, Kickin a dream
- 1979 Göran Rydh, s/t
- 1979 Ola Magnell, Straggel och Strul
- 1979 Therese Juel, Levande
- 1979 Bergen Jubilee Singers, Lead Me
- 1980 Ted Gärdestad, I'd Rather Write A Symphony
- 1980 Ingemar Olsson, Journey
- 1980 Liza Öhman, s/t
- 1981 Ted Gärdestad, Stormvarning
- 1981 Ingemar Olsson, Musikalen Pappa
- 1982 Diggy Tal & The Numbers, Hypnosis
- 1983 Ingemar Olsson, I Full Frihet
- 1983 GA-Gospel, Original
- 1983 Duane Loken, Running Hot
- 1984 Harpo, Lets Get Romantic
- 1984 Gympa med Musse Pigg
- 1985 Duane Loken, Little Storm
- 1986 Musiksaga, Vi Leker En Sång
- 2004 Carola, Credo
- 2005 Jul i Ankeborg

### Andra skivor där Hallin medverkar med någon låt
- 1982 Live in Scandinavium
- 1983 Prime Cuts
- 1984 Allsångskonsert med Kjell Lönnå och gästsolister
- 1986 We Love Gospel Music
- 1989 Front Row
- 1990 We Love Gospel Music II
- 1990 Awakening - New Directions in Christian Music
- 1991 Julens Musik
- 1994 Royal Years 2